# Sajpulla Absaidov
Sajpulla Atavovič Absaidov (in russo Сайпулла Атавович Абсаидов?; Tarki, 14 luglio 1958) è un ex lottatore russo, fino al 1991 sovietico, specializzato nella lotta libera.

## Palmarès

### Olimpiadi
- 1 medaglia:
  - 1 oro (Mosca 1980 nei pesi leggeri)